# Kepler-186f
Kepler-186f és un exoplaneta orbitant la nana vermella Kepler-186, a 500 anys llum de la Terra. És el primer planeta amb un radi semblant a la Terra en ser descobert en la zona habitable d'una altra estrella. La missió Kepler de la NASA el va detectar utilitzant el mètode de trànsit, juntament amb quatre planetes addicionals que orbiten molt més a prop de l'estrella (tots modestament més grans que la Terra). Es va requerir l'anàlisi de tres anys de dades per trobar el seu senyal. El descobriment va ser anunciat el 17 d'abril de 2014 i publicat en la revista Science.

## Característiques orbitals

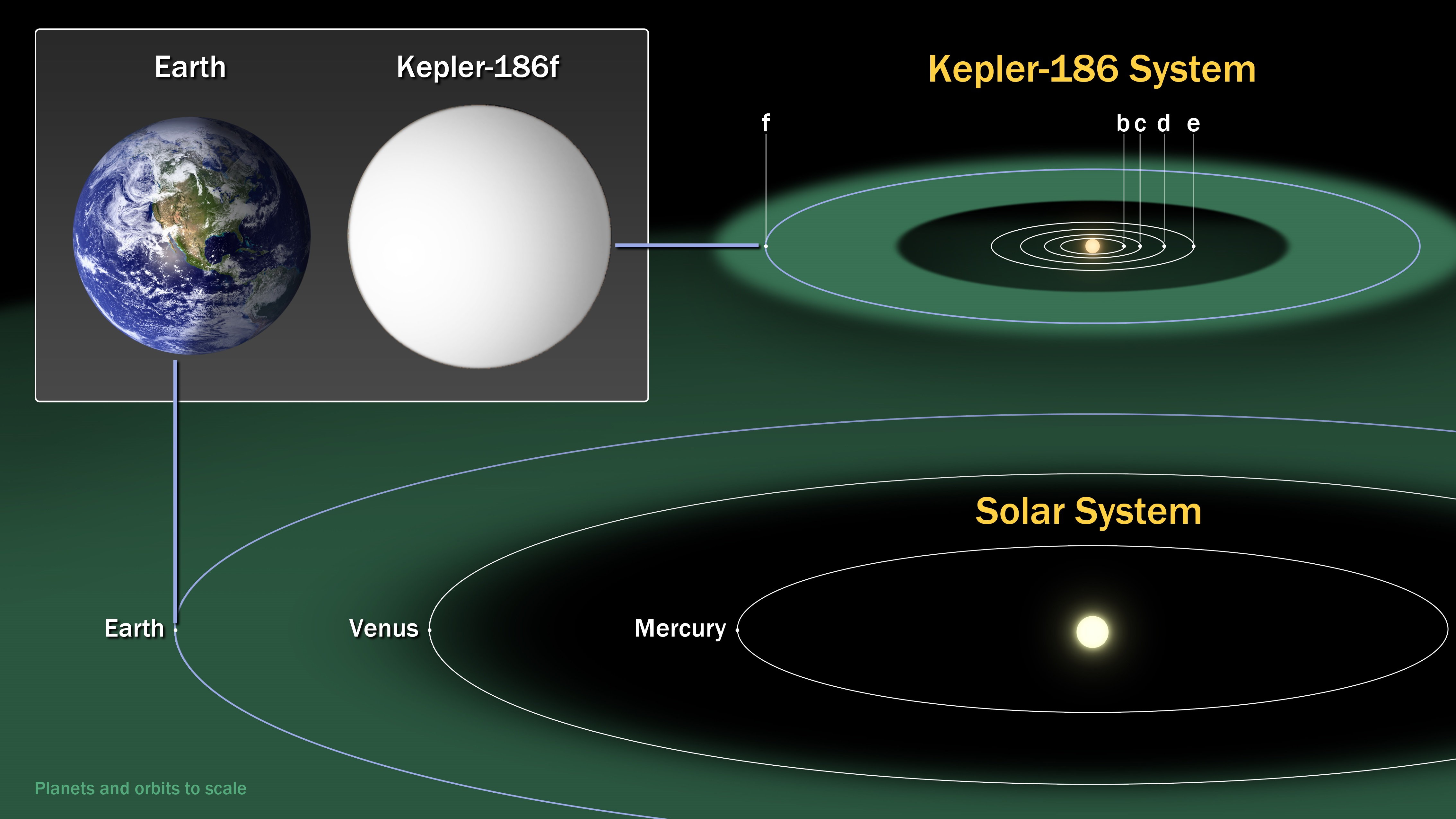
Comparació del sistema Kepler-186 i el sistema solar (17 d'abril de 2014)

Kepler-186f té un període orbital de 129,9 dies i un radi orbital del 36% del de la Terra; a aquesta distància
no se sap si seria arrossegat per forces de marea a la seva estrella (com la Lluna és amb la Terra). A causa de la baixa lluminositat de la seva estrella mare, rep un flux de radiació de només el 32% del de la Terra. Està dins de la zona habitable, però a prop de la vora exterior de la zona, similar a la posició de Mart en el nostre Sistema Solar.

## Massa, densitat i composició
Kepler-186f té un radi amb un 12% més gran que la Terra. La seva massa, densitat i composició són desconegudes, però les estimacions varien en massa des "0,32 M⊕ si està compost d'aigua/gel pur, 3,77 M⊕ si el planeta és de ferro pur, i una composició similar a la Terra (aproximadament 1/3 de ferro i 2/3 de silicat de roca) donaria una massa intermèdia d'1,44 M⊕". "...la composició dels planetes amb radis inferiors a aproximadament 1,5 R⊕ és poc probable que sigui dominat per gasos de H/He. Encara que una certa quantitat de H/He al voltant de Kepler-186f no es pot descartar del tot, el planeta probablement és vulnerable a la fotoevaporació en els orígens de l'estrella quan el flux d'ultraviolat extrem (XUV) de l'estrella va ser significativament més gran. Per tant, qualsevol reserva de H/He acretada probablement hauria estat eliminada mitjançant pèrdua de massa hidrodinàmica."

## Objectiu del programa SETI
Fins al 17 d'abril de 2014, l'Allen Telescope Array havia intentat escoltar senyals de ràdio del sistema Kepler-186 durant un mes. No es van trobar senyals atribuïbles a la tecnologia extraterrestre en aquest interval. Per ser detectable, però, aquests senyals, si es radiés isotròpicament, haurien de ser almenys 10 vegades més potent que els de l'Observatori d'Arecibo.